# Stadtgalerie (Markdorf)
Die Stadtgalerie ist eine gemeinschaftliche Einrichtung des im Jahre 2005 gegründeten Markdorfer Kunstvereins und der Stadt Markdorf.
Am 8. April 2006 fand die Einweihung neu gestalteter Räume in der historischen Altstadt Markdorfs mit einer ersten Ausstellung statt. Seither wurden jährlich vier bis sechs meist thematisch orientierte Ausstellungen in der Stadtgalerie gezeigt, wie z. B. die Ausstellung mit Künstlerkeramiken aus der Majolika Manufaktur Karlsruhe, eine Ausstellung zum Thema „Papier“ oder zur „Vergänglichkeit“. Ziel des Kunstvereins ist es, einem möglichst breiten Publikum einen Zugang zur Kunst zu verschaffen – so finden parallel Vorträge, Führungen, Lesungen und Konzerte statt. Künstler wie u. a. Renata Jaworska, Roland Peter Litzenburger, Dieter Krieg, Felix Droese, HAP Grieshaber, Armin Göhringer, Harald Häuser, Axel Heil, Uwe Lindau, Josef Bücheler, Norbert Bisky, Markus Lüpertz, Hans Peter Reuter, Thomas Lehnerer, Heinz Pelz, Werner Pokorny, Helmut Sturm, Hans Thoma, Abderrazak Sahli und Wolf Pehlke wurden teilweise in Einzelausstellungen und auch Gruppenausstellungen vorgestellt.